# Katedra (portal internetowy)
Katedra (katedra.nast.pl) – polski serwis internetowy poświęcony literaturze fantastycznej.

## Historia
Serwis powstał w 2002 roku. Pierwotnie obejmował wszystkie aspekty kultury powiązane z fantastyką. Redaktorzy portalu byli twórcami gry fabularnej Arkona wydanej przez wydawnictwo S. Print. Pod szyldem Katedry działały serwisy poświęcone grom RPG (Warhammer, Zew Cthulhu, Dungeons & Dragons), komiksom, filmowi oraz literaturze RPG. 
W okresie późniejszym serwis skoncentrował się na literaturze fantastycznej. W tej formie serwis istnieje od 2006 roku. Redaktorem naczelnym jest Daniel Elkader. Publikuje recenzje, omówienia prasy fantastycznej, wywiady z pisarzami oraz codzienne newsy z rynku fantastycznego; organizuje konkursy, a także udostępnia obszerną bazę książek wraz z ich fragmentami. Portal współpracuje z większością oficyn, które wydają książki fantastyczne. Na Katedrę nie raz powoływały się osoby powiązane z fandomem i branżą fantastyczną.

## Nominacje i wyróżnienia
- W latach 2007 oraz 2008 nominacje do nagrody Papierowy Ekran przyznawanej najlepszym serwisom promującym literaturę[5].
- W roku 2008 nominacja do Śląkfy - nagrody Śląskiego Klubu Fantastyki w kategorii "Fan roku"[6].